# Ateleta
Ateleta é uma comuna italiana da região dos Abruzos, província de Áquila, com cerca de 1 232 habitantes. Estende-se por uma área de 41 km², tendo uma densidade populacional de 30 hab/km². Faz fronteira com Castel del Giudice (IS), Gamberale (CH), Palena (CH), Pescocostanzo, Roccaraso, San Pietro Avellana (IS).

## Demografia

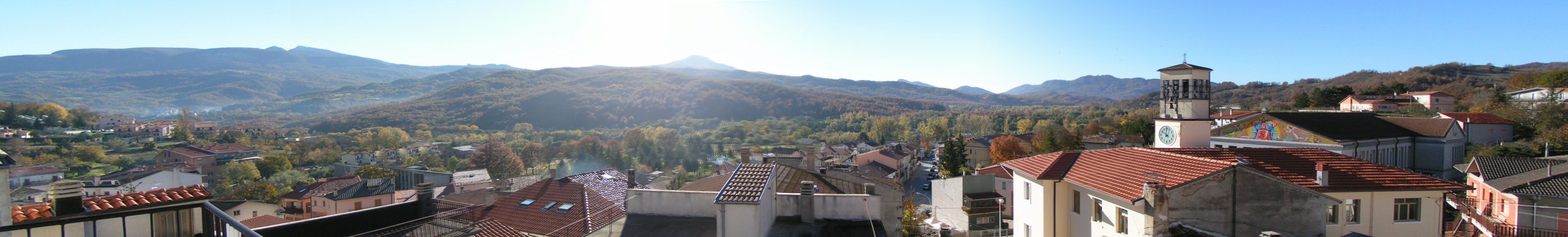
Panorama

| Variação demográfica do município entre 1861 e 2011                               |
|                                                                                   |
| Fonte: Istituto Nazionale di Statistica (ISTAT) - Elaboração gráfica da Wikipedia |